# روسپی (فیلم ۱۳۴۸)
روسپی فیلمی ایرانی به کارگردانی و نویسندگی عباس شباویز و تهیه‌کنندگی مهدی میثاقیه محصول سال ۱۳۴۸ است. رضا بیک ایمانوردی و آذر شیوا در آن نقش‌آفرینی کرده‌اند.

## خلاصه فیلم
کاباره‌داری بزرگ دختری کولی را کشف می‌کند که در عین زیبایی، صدایی خوش هم دارد. کاباره‌دار (شاهین) او را از گمنامی به اوج شهرت می‌رساند و در عین حال عاشقش می‌شود. دختر کولی شیفتهٔ یکی از نوازندگان ارکستر خود به نام‌ افشین است و بدین ترتیب کاباره‌دار ثروتمند و هنرمند فقیر رقیب عشقی هم می‌شوند. پس از حوادثی سرانجام کاباره‌دار ثروتمند خودش ترتیب ازدواج محبوبش را با مرد مورد علاقه‌اش می‌دهد.

## بازیگران
- رضا بیک ایمانوردی
- آذر شیوا
- جواد قائم‌مقامی
- علی تبریزی
- یاسمین
- فرانک میرقهاری
- کاظم روشن‌ضمیر
- علی اخلاقی
- محمدتقی کهنمویی[۱]

## جوایز
دوره دوم جشنواره سپاس دو جایزه برنده شد.
- بهترین فیلم‌بردار سیاه و سفید: قدرت‌الله احسانی
- بهترین بازیگر نقش اول زن: آذر شیوا